# Халкида (Сирија)
Халкида (лат. Chalcis) је назив за антички град у римској провинцији Сирији. Познат је као родно место неоплатонског филозофа Џамбихла, а и по томе што је средином 1. века њиме владао јудејски тертрах Агрипа II.
Историчари нису прецизно утврдили локацију Халкиде. Најчешће се спомиње Кинасрин у данашњој Сирији, а нешто мање и Анџар у Либану.